# جاكي مارشال
جاكي مارشال (بالإنجليزية: Jacqui Marshall)‏ هي مجدفة أسترالية، ولدت في 13 مارس 1957.

## وصلات خارجية
- جاكي مارشال على موقع الاتحاد الدولي للتجديف (الإنجليزية)
- جاكي مارشال على موقع أوليمبيديا (الإنجليزية)
- جاكي مارشال على موقع اللجنة الأولمبية الأسترالية (الإنجليزية)